# Salto (departement)
Salto er et af de 19 departementer i Uruguay. Departementet har et areal på 14.163 kvadratkilometer og et indbyggertal (pr. 2004) på 123.120.
Salto-departementets hovedstad er byen Salto.
31°18′57″S 57°02′12″V / 31.3158°S 57.0367°V